# Miha Goropevšek
Miha Goropevšek (Celje, 12 marzo 1991) è un calciatore sloveno, difensore svincolato.

## Carriera
Ha giocato nella massima serie dei campionati ucraino e bielorusso.